# Luchunistsveri
Luchunistsveri (georgiska: ლუხუნისწვერი) är ett berg i Georgien. Det ligger i regionen Ratja-Letjchumi och Nedre Svanetien, i den norra delen av landet. Toppen på Luchunistsveri är 3 147 meter över havet.